# Rubinius
Rubinius est une implémentation de l'interpréteur du langage de programmation Ruby, conçue par Evan Phoenix et principalement écrite en Ruby lui-même. Basé largement sur les concepts du Blue Book de Smalltalk-80, Rubinius vise à fournir un "environnement de développement riche et de haute performance pour exécuter du code Ruby".
Il s'agit d'un projet libre sous licence BSD.

## Objectifs
Le projet Rubinius perpétue la tradition de Lisp et Smalltalk en tentant d'implémenter autant que possible un interpréteur Ruby en Ruby ; du C++ est actuellement employé lorsque l'utilisation de Ruby n'est pas possible.
Il vise également à être thread-safe afin de pouvoir embarquer plus d'un interpréteur dans une même application.

## Sponsor
La société Engine Yard (spécialisée en gestion et déploiement d'application Ruby on Rails) emploie deux ingénieurs à temps plein pour travailler exclusivement sur le développement de Rubinius.

#### Implémentations du langage Ruby
- JRuby
- MacRuby
- YARV
- IronRuby

#### Machines virtuelles et projets similaires
- Parrot virtual machine
- Squeak
- Squawk